# Gołuchowski (herb szlachecki)
Gołuchowski – polski herb hrabiowski, odmiana herbu Leliwa, nadany w zaborze austriackim.

## Opis herbu
Opis stworzony zgodnie z klasycznymi regułami blazonowania:
Na tarczy ściętej, w polu górnym złotym – orzeł dwugłowy czarny o językach czerwonych, z mieczem i berłem złotym w szponie prawym, z jabłkiem złotym w szponie lewym; nad głowami korona cesarska czerwona z kabłąkiem złotym; na piersi cyfra cesarska I(osepho) II; w polu dolnym, błękitnym, półksiężyc złoty, nad którym takaż gwiazda. Nad tarczą korona hrabiowska, nad którą hełm w koronie z klejnotem: ogon pawi z półksiężycem i gwiazdą jak na tarczy. Labry z prawej strony czarne, z lewej błękitne – podbite złotem.

## Najwcześniejsze wzmianki
Herb nadany został 17 czerwca 1783 Józefowi Wincentemu Gołuchowskiemu z predykatem hoch- und wohlgeboren (wysoko urodzony i wielmożny) przez cesarza Józefa II Habsburga. Obdarowany był posłem sandeckim i podczaszym chełmskim. Podstawą nadania było stwierdzone pochodzenie szlacheckie oraz dygnitarze powiatowi wśród przodków.

## Herbowni
Jedna rodzina herbownych:
graf von Gołuchowski.